# Santiago Juan Albarracín
Santiago Juan Albarracín (1855- † 1929) fue un marino, escritor, pintor y diplomático argentino, a cuya iniciativa se debió la fundación del Centro Naval, del Asilo Naval y del Centro de Expedicionarios al Desierto. 

## Biografía
Santiago Albarracín nació en la ciudad de Buenos Aires el 24 de noviembre de 1855. Su abuelo, el teniente coronel Santiago Rufino Albarracín, unido por lazos de parentesco a Domingo Faustino Sarmiento y primo segundo del coronel sanjuanino Santiago Albarracín, había sido combatiente en la Guerra del Brasil, miembro de la Asociación de Mayo, partícipe de la conjura de Ramón Maza contra Juan Manuel de Rosas y combatido contra Justo José de Urquiza en ocasión del sitio de Buenos Aires.
El 15 de octubre de 1873 ingresó como aspirante en la Escuela Naval que acababa de fundar Domingo Faustino Sarmiento y funcionaba entonces en el vapor General Brown.
En 1873 se produjo la segunda revolución de López Jordán y al siguiente año el movimiento revolucionario de los partidarios de Bartolomé Mitre. Los cadetes, incluyendo a Albarracín, solicitaron a Sarmiento, quien finalizaba su presidencia, ser movilizados en la campaña, a lo que este no accedió.
Pidió la baja el 10 de mayo de 1875, antes de concluir con sus estudios, para ser enviado por su padre a Europa para continuar con su carrera en el Liceo Naval de Francia, donde tuvo como profesor al destacado almirante François-Edmond Pâris, y como consejero a su compatriota Juan Bautista Alberdi.
Tras regresar y finalizar sus estudios, el 16 de junio de 1878 recibió sus despachos de guardiamarina. 
Entre ese año y 1881 intervino en las campañas al Desierto y en el Río Negro como oficial en la bombardera Constitución y en el transporte armado Villarino. Formó parte de la llamada Expedición Py que al mando del comodoro Luis Py fue destacada por el presidente Avellaneda para asegurar la soberanía argentina en la provincia de Santa Cruz.
Fue comandante del vapor Río Neuquén (1881) y como parte de la comisión exploradora del río Negro y del río Limay alcanzó el Colloncurá y en una segunda expedición la "Vuelta de Obligado" y las proximidades del río Traful. En el alto Limay tuvo un encuentro con los indios del cacique Sayhueque y posteriormente luchó con una fuerza de indios de lanza que huían del avance de la 2.ª división al mando de Conrado Villegas.

### El Centro Naval
La transición de la tecnología de propulsión naval de la vela al vapor fue un proceso complejo con fuerte impacto en la táctica y estrategia de la armada pero también en su estructura operativa y administrativa y especialmente en la capacitación de sus cuadros. El objetivo y método del reclutamiento y del adiestramiento cambiaron y ese cambio generó fuertes resistencias en el país: mientras se seguían reclutando y formando gavieros, hasta una fecha tan tardía como 1890 los maquinistas eran civiles contratados que carecían por completo de formación militar, situación de atraso que denunciaban los jóvenes oficiales de la generación de Albarracín, egresados de la Escuela Naval fundada en 1872, como Félix Dufourq, quienes sostenían que los veleros de guerra ya no tenían ninguna utilidad práctica y por ende el rol del marinero tradicional sería inevitablemente reemplazado por "el obrero mecánico, foguista y carbonero".
Los egresados de la Escuela Naval promovían el cambio, pero su número era inferior a la demanda exigida por una Armada en rápida evolución y modernización, por lo que permanecieron viejas fuentes de reclutamiento (los distinguidos, aspirantes, guardiamarinas, etc) formados por los viejos comandantes reacios al cambio. Recién por decreto presidencial del 17 de marzo de 1888 se prohibió finalmente el ingreso de oficiales no provenientes de la Escuela Naval, el que fue incluso preciso ratificar por otro del 12 de enero de 1892.
En 1882 el subteniente de marina Albarracín reunió en casa un grupo de jóvenes oficiales (Eduardo O'Connor, Eduardo Lan, Francisco S. Rivera, Miguel Lascano, Félix Dufourq, Enrique Quintana, Onofre Betbeder, Julio Hitce, Carlos Barraza, Atilio Barilari, Manuel Domecq García, Manuel José García Mansilla, Hipólito Oliva y José Durand), egresados de las primeras promociones de la Escuela Naval Militar y cuya edad promedio rondaba los 24 años, encuentro que sentó las bases para la fundación del Centro Naval de la República Argentina el 4 de mayo de 1882, con el objetivo de jerarquizar la profesión naval y promover los urgentes cambios en la armada y en palabras del acta de fundación: "Mantener el espíritu de cuerpo entre los Oficiales de la Armada y concluir para siempre con las emulaciones mezquinas que retardan el adelanto de la Marina".
La iniciativa adoptada bajo el lema Unión y Trabajo contó con el apoyo de los profesores de la Escuela Naval Militar Luis Pastor, Teodoro Rose, Pablo Canevale y Alberto Smerchow, del más alto empleado civil del Ministerio (Benito Goyena) y de cuatro hombres de prensa: Luis Navarro (La Prensa), Benigno Lugones (La Nación), Fernando Olivares (El Diario) y Diógenes Decoud (El Nacional).
La primera Comisión Directiva fue presidida por el teniente de marina Manuel García Mansilla, y tuvo como vicepresidente 1.º al teniente de marina Juan Picasso, vicepresidente 2.º teniente de marina Leopoldo Funes y secretario al subteniente de marina Santiago Juan Albarracín. Fueron Presidentes Honorarios el entonces Ministro de Guerra y Marina, general Benjamin Victorica y Domingo Faustino Sarmiento, creador de la Escuela Naval.
En 1883 ejerció la vicepresidencia 1.º del Centro Naval y en 1884 como subteniente y con solo 26 años de edad se convirtió en su presidente, siendo reemplazado tras su renuncia por Agustín del Castillo. En 1887 y 1888 ya con el grado de teniente de fragata, volvió a presidirlo.

### Exilio
En el año 1890 estalló la Revolución del Parque mientras Albarracín se encontraba en viaje por España, Francia e Inglaterra, en representación del Ministerio de Relaciones Exteriores como responsable de la Sección Inmigración.
Tras su regreso al país, en 1891, ascendido ya a teniente de navío, asumió nuevamente la vicepresidencia 1.º del Centro Naval. Como consecuencia de la Revolución de 1893 encabezada por la Unión Cívica Radical, Albarracín fue dado de baja el 4 de noviembre de ese año y se vio obligado a partir hacia el exilio en Uruguay. Allí trabajó como periodista para los diarios El Siglo y El Heraldo, y se dedicó a la pintura, arte que había estudiado en París, siendo encargado de decorar con un retrato del general Eugenio Garzón el Arco del Triunfo de la Triple Alianza levantado en Montevideo en ocasión de la entrega de premios a los guerreros del Paraguay.
Ya de regreso en su país, gracias a una amnistía, fue reincorporado el 1.º de febrero de 1895.

### Patagonia
Entre 1896 y 1900 comandó la Escuadrilla del Río Negro, con la que el Ministerio de Marina pretendía fomentar el desarrollo del valle del río Negro, recorriendo los ríos Negro, Limay, Colluncurá y el lago Nahuel Huapí. En 1899 fue ascendido a capitán de fragata.
Escribió numerosas obras de carácter profesional y de divulgación, entre ellas un Manual para condestables y cabos torpedistas (1884), Estudios generales sobre los ríos Negro, Limay y Colloncurá y lago Nahuel Huapí (en 3 volúmenes), Bosquejo histórico, político y económico de la provincia de Córdoba (1889), Conquista del suelo patrio (1912) y Páginas de Ayer, obra en la cual narra la expedición a Santa Cruz del comodoro Py.
Luego de haber servido en diversas funciones para el gobierno nacional (dirección de la escuela de artillería, integrante de la comisión de límites con Brasil, etc.), las gobernaciones de diversas provincias (subsecretario de gobierno de Buenos Aires) y académicas (profesor de fortificaciones y torpedos en la Escuela Naval), en 1907 pasó a retiro con el grado de capitán de fragata.
Continuó no obstante trabajando en el ministerio de Instrucción Pública y desempeñando funciones en los gobiernos de Río Negro y Neuquén, intentando mejorar la situación de los maestros que desempeñaban sus funciones en la zona en condiciones precarias, y de la población indígena de la Patagonia, a la defensa de cuyos derechos dedicó los últimos años de su vida, convirtiéndose en su representante ante el gobierno, por lo que se lo llamó el "padre de los indios" y se afirmó a su fallecimiento que diez mil ahijados suyos quedaban desamparados en la región de la cordillera.
En 1926, pese a hallarse en situación de retiro, como recompensa a sus servicios fue ascendido por ley especial a capitán de navío. Falleció el 5 de abril de 1929 y sus restos se encuentran depositados en el Panteón 1 del Centro Naval.